# ¿Quién tiene la razón?
¿Quién tiene la razón? es un talk show latinoamericano producido por Venevisión International Productions y conducido por la presentadora, cantante y actriz mexicana Carmen Jara. El programa se inició en 2003 con la conducción de la Dra. Nancy Álvarez, es transmitido por Venevisión Plus en Venezuela y Ve Plus en Latinoamérica. En Estados Unidos fue transmitido por Univision hasta el año 2011; a partir del 26 de septiembre de 2011 es transmitido por Telefutura en el horario de las 7:00 p. m. / 6:00 p. m. (centro) y, luego, el 10 de octubre fue cambiado al horario de 3:00 p. m. / 2:00 p. m. (centro) hasta el año 2015 en un cambio de programación.

## Formato
El formato del programa consiste en presentar dos o tres casos sobre familias o parejas que se encuentran en algún tipo de conflicto quienes buscan un consejo de la conductora del mismo, Carmen Jara. Del mismo modo, también se encuentran, los denominados Cuatachos; estos, junto con Jara, escuchan las argumentaciones de todas las partes.

Luego de las argumentaciones de los panelistas se pasa a escuchar la opinión sobre quién tiene la razón de los Cuatachos, dando su opinión basándose en qué lado creen que tiene el argumento más fuerte, luego se oye la opinión de la audiencia y, finalmente, la de Carmen Jara, quien les da a los panelistas las herramientas y observaciones para resolver el problema que presentan.

## Presentadores y Otros colaboradores
Presentadores
| Carmen Jara   | 2012 — 2015 | Presentadora Principal |
| Pasados       |             |                        |
| Nancy Álvarez | 2003 — 2012 | Presentadora Principal |

Otros colaboradores ("Archis" y "Cuatachos")
- Alan Jacott.
- Diana Montoya.
- Noé Méndez.
- Angie Braaten.
- Miguel Ángel Masjuan.
- Sofía Azcue.
- Antonio Pérez.
- Paula Arcila.
- Rafael Mercadante.
- Alexander Otaola.
- Anna Sobero.
- Saúl Gutiérrez.
- Andy Sánchez.

### Cambios
Desde el 26 de septiembre del 2011, el programa es transmitido por Telefutura, lo que ocasionó leves cambios en el formato del programa:
- La opinión de los Archis ya no estaba unificada; sino, que cada Archi (ahora llamados cuatachos) daba su opinión acerca del conflicto que traían al programa los panelistas.
- La audiencia no da su opinión a través de una sola persona; ahora, se realiza mediante una votación con tres opciones, en general: los que están de un lado, del otro, o quienes creen que nadie tiene la razón. Se ofrece, luego, el resultado a través de un porcentaje. Este cambio y el anteriormente mencionado han sido adoptados primero en la versión brasileña.
- Recientemente la Dra. Nancy iba a cualquier ciudad de la Unión Americana. Comenzó con Nueva York.[4]
- La Dra. Nancy iba a donde era llamada por sus panelistas, en donde se presentaba el caso correspondiente. Presentando, aunque el caso se desarrollase fuera del estudio, la misma dinámica, en donde los Archis y la audiencia daban su opinión, para luego escuchar la de la Dra. Nancy Álvarez.
- En 2012, la Dra. Nancy anunció que ha quedado fuera de ese programa y que el mismo pasaría a ser conducido por Carmen Jara. Igualmente los "archis" (ahora en la nueva versión llamados "cuatachos") no han seguido en el programa, sólo Alexander Otaola que venía desde la última temporada con la Dra. Álvarez, acompañado ahora por Anna Sobero (en sustitución de Paula Arcila) y Saúl Gutiérrez (en sustitución de Rafael Mercadante).

## Polémica con la CONATEL de Venezuela
¿Quién tiene la razón? comenzó a transmitirse en Venezuela a través de la señal de Venevisión Plus; sin embargo, desde el lunes 5 de abril de 2010 fue transmitido de las 11 a. m. a las 12 p. m. por Venevisión y, debido a su buen índice de audiencia, fue cambiado de horario de lunes a viernes desde las 10 a. m. a 12 p. m., añadiéndole una hora más.

No obstante en diciembre de ese mismo año el programa fue sacado del aire por orden de la Comisión Nacional de Telecomunicaciones (CONATEL) debido a que, según los lineamientos de la llamada Ley RESORTE,  el mismo fue considerado como no apto para ser transmitido en ese horario (ya que, según esa ley, el mismo forma parte del llamado "horario infantil"). Debido a esto el programa pasó a volver a ser transmitido por la cadena de televisión por cable perteneciente a Venevisión, Venevisión Plus, en su horario habitual.

## Versiones
- Quem Convence Ganha Mais, emitida por SBT todos los viernes, a las 8:15 p. m., del 5 de agosto del 2011 hasta el 13 de enero del 2012, conducido por Suzy Camacho.